# Белый, Константин Владимирович
Константи́н Влади́мирович Бе́лый (род. 11 марта 1971 года, г. Москва) — российский спортсмен, тренер и спортивный организатор в области единоборств, журналист, писатель. Кандидат педагогических наук. Мастер спорта России, Заслуженный тренер России, Почётный спортивный судья России. Отличник физической культуры и спорта, Почётный работник физкультуры, спорта и туризма города Москвы. Член Союза журналистов России, член Союза писателей России.

## Биография
Родился 11 марта 1971 года в Первомайском районе (ныне — Восточный административный округ) г. Москвы. С 1988 года по настоящее время занимается любительскими и профессиональными единоборствами как спортсмен, тренер, судья, организатор. С 1995 года занимается спортивной журналистикой. С начала 2000-х годов занимается писательской деятельностью. С начала 2010-х занимается спортивной наукой.

Родители:
- Отец - Белый Владимир Евгеньевич, один из основоположников практической ультразвуковой дефектоскопии, кандидат технических наук, лауреат международной премии в области неразрушающего контроля "Рентген - Соколов", ликвидатор Чернобыльской АЭС, кавалер Ордена Мужества.
- Мать - Белая Татьяна Александровна, врач-педиатр, в 80-е годы Главный педиатр Первомайского района г. Москвы.

### Образование
- 1978—1988 годы — 444 физико-математическая школа (г. Москва).
- 1988—1994 годы — физический факультет Московского государственного Университета им. Ломоносова. Окончил с отличием по специальности «Биофизика».
- В 1992 году — курсы подготовки тренеров при Государственном комитете РФ по физической культуре и спорта (Госкомспорт) по специализации «Кёкусинкай».
- В 2014 году — переподготовка в Казанском (Приволжском) Федеральном университете по специальности «Физическая культура и спорт». Окончил с отличием.
- 2015—2018 годы — соискатель ученой степени «Кандидат педагогических наук» в НИИ Спорта и спортивной медицины Российского государственного Университета физической культуры, спорта, молодежи и туризма (РГУФКСМиТ ГЦОЛИФК)
- 2019 год — Кандидат педагогических наук.[2] Ученую степень защитил 25.12.2019 в Национальном государственном университете физической культуры, спорта и здоровья имени П. Ф. Лесгафта, Санкт-Петербург.[3]

### Общественная деятельность
С 2016 по 2018 год и с 2021 по 2025 год — член Общественного Совета при Министерстве спорта Российской Федерации. В 2017-2018 г. и в 2021-2025 гг. — Заместитель председателя Общественного Совета. В 2016—2018 годы руководитель рабочей группы Общественного совета по единоборствам неолимпийских видов спорта, с 2019 года — заместитель председателя комиссии Общественного совета по спорту высших достижений и подготовке спортивного резерва, член комиссии по межсекторному, инвестиционному и региональному развитию в сфере физической культуры и спорта.

C 2015 года — член актива отделения Московского дома общественных организаций по ВАО г. Москвы. 

С 1999 года — Президент Региональной общественной организации Спортивный клуб «Бусидо».

С 2003 года по настоящее время — член Попечительского Совета Ассоциации «Ветераны Военной службы».

В 2010—2011 годах — член Координационного Совета при ГУВД г. Москвы по взаимодействию с охранными структурами.

Награждён Благодарственным письмом Общественной палаты РФ, 5 общественными Орденами, 5 общественными Почётными знаками, 19 общественными медалями.
Баллотировался на выборах в Государственную думу ФС РФ 7-го созыва от Общероссийской политической партии «Родина» как кандидат-одномандатник по 205 Преображенскому округу г. Москвы, а также как второй номер списка 15-й региональной группы.. Покинул партию "Родина" в 2017 году.

## Деятельность в области спорта

### Личные спортивные достижения
В 1977 году начал заниматься спортом — горными лыжами (специализация — слалом). Тренировался в обществах «Трудовые резервы», затем «Буревестник». Обладатель звания «Турист-горнолыжник» I степени. 

С 1988 года занимается восточными единоборствами. 

С 1990 года тренировался в Спортивном клубе «Бусидо» (Москва) под руководством Виктора Фомина и ряда его учеников. Участвовал более чем в 100 сборах, семинарах и мастер-классах по Кёкусинкай, кикбоксингу и смешанным единоборствам под руководством известных мастеров России, Японии, Голландии, Великобритании, Германии, Бразилии.

Первый из москвичей чемпион России по Кёкусинкай (1995). Призёр чемпионата России (1996), чемпион Польши (2003). Многократный чемпион и призёр Кубка Москвы (1992, 1993, 1994, 1996, 2006), чемпион и призёр региональных и всероссийских турниров.

Мастер спорта России по Кёкусинкай (1996).

Обладатель титула Ханси и 8-го дана по Будокай WIBK (2014), титула Дай-Сихан и 7-го дана по Будокай IBK (2010), титула Сихан и 5-го дана по синкёкусинкай WKO (2019), титула Сэнсей и 4-го дана по кекусинкай IFK (2004), Титула Гранд-мастер и 5 дана по полноконтактному рукопашному бою (2023). 

На первый дан Кёкусинкай экзамен в рамках организации IFK принимал Ханси С.Арнейл (Великобритания) (1994), на второй дан — Ханси С.Арнейл (1996), на третий дан — А. И. Танюшкин (2000), на четвёртый дан — Ханси С.Арнейл (2004). В 2015 году подтвердил 4-й дан киокусинкай в рамках организации Синкекусинкай WKO, а в 2019 году сдал на 5 дан в этой организации комиссии под руководством Канчо Кендзи Мидори (Япония) и всего технического комитета WKO. Экзамен на 6 дан Будокай в 2008 году принимал Кайчо Йон Блюминг (Нидерланды). 7 дан Будокай IBK присвоен в 2010 году за активное участие в развитии AllRound karate IBK. 8 дан WIBK присвоен в 2014 году за создание и активное участие в развитии Всемирной некоммерческой организации World Independent Budokai Канчо Бернардом Кретоном (Дания).

### Тренерские достижения
Воспитал как первый или второй тренер 2 Заслуженных мастеров спорта (ЗМС), 10 Мастеров спорта международного класса (МСМК), 29 Мастеров спорта России, более 50 Кандидатов в мастера спорта. Среди воспитанников — первая в истории ЗМС по Киокусинкай Зухра Курбанова (двукратная чемпионка мира), ЗМС Анна Вишнякова (первая россиянка — призёр чемпионата мира WKO, победительница первенства мира, двукратная обладательница Кубка мира, чемпионка и призерка чемпионатов Европы), а также МСМК Валерия Чуракова (призёр чемпионата мира), МСМК Артур Оганесян (чемпион Евразии, призёр чемпионата мира), МСМК Максим Дедик (чемпион мира и Европы), МСМК Алексей Алексеев (чемпион Европы), МСМК Анна Вирабян (чемпионка мира, призерка чемпионатов и кубков Европы), МСМК Елена Руденко (призерка чемпионата Европы), МСМК Олег Калинин, МСМК Ирина Валиева (чемпионка и призерка чемпионатов и кубков мира и Европы), МС Александр Пасечник (победитель первенства мира), МС Антонина Исмаилова (чемпионка мира, победительница первенств мира, призерка чемпионатов и кубков Европы), МС Денис Морозевич (призёр Абсолютного чемпионата мира, чемпионат Европы), МС Джунай Алиева (призерка чемпионатов и Кубков Европы). Воспитанники завоевывали титулы чемпионов Кубков, Первенств и Чемпионатов мира и Европы по версиям Киокусинкай WKO, ИФК, KI, IKO-3, IKO-4, KWU, WIBK, IBK, IBKK.

Старший тренер женских сборных России на чемпионатах мира ИФК 1997 и 2002 года, а также юниорских сборных России на первенствах мира ИФК 2006 и 2008 года. Все эти сборные завоевали первое командное место. С 2013 по 2021 год — начальник сборной команды России по дисциплине Синкёкусинкай.

С 2000 по 2005 — главный тренер Центрального спортивного клуба МЧС РФ по каратэ.
- Заслуженный тренер России (2001)[16]. Стал третьим Заслуженным тренером России в истории Киокусинкай.
- Заслуженный наставник боевых искусств Российского Союза боевых искусств (2007).
- Тренер высшей категории (с 1995).
- Победитель профессиональной премии «Суперкаратэ» по Киокусинкай в номинации «Лучший детский тренер» (2006)[20].

### Спортивное судейство
Судейские звания:
- Почётный спортивный судья России (2017).[21]
- Судья всероссийской категории (2016).[22]
- Почетный судья боевых искусств Российского союза боевых искусств (2012).
- Судья международной категории ИФК (2001).
- Судья республиканской категории (1999, с 2006 по 2016 гг. приравнена к всероссийской).
- Судья 1 категории (1997).

Неоднократно судил в качестве главного судьи, главного секретаря, бокового судьи или рефери на чемпионатах и первенствах мира, Европы, России, Евроазиатских турнирах, Всемирных юношеских играх.
- с 1999 по 2005 — Председатель Судейской коллегии Московской Федерации Кёкусинкай.
- с 2004 по 2008 — Председатель Судейской коллегии Федерации Кёкусинкай России.
- с 2012 года — Председатель Всероссийской коллегии судей по виду спорта киокусинкай (Ассоциация Киокусинкай России).[23]
- с 2016 года — член рабочей группы по спортивному судейству Минспорта.

Являлся ведущим разработчиком и соразработчиком Правил по виду спорта Киокусинкай (2006—2008, 2015—2016, 2018—2019, 2021—2022), Единой всероссийской спортивной классификации по виду спорта Киокусинкай (2006—2007, 2016—2017), квалификационных требований к спортивным судьям по виду спорта Киокусинкай (2008—2009, 2013, 2016—2018), Федерального стандарта спортивной подготовки по виду спорта Киокусинкай (2013—2014, 2019—2022), Программы развития вида спорта (2024).

Являлся соразработчиком основополагающих документов по виду спорта «Гонки с препятствиями» (2021—2022): Правил по виду спорта, Единой всероссийской спортивной классификации, Квалификационных требований к спортивным судьям.
Участвовал в разработке некоторых нормативных документов Минспорта, например, Положений по присвоению почетных спортивных званий (2017—2022).

### Организатор любительской спортивной работы
- С 2016 по 2018[4] и с 2021[5] по 2025 год — член Общественного Совета при Министерстве спорта Российской Федерации[8], в 2017—2018 г. и в 2021—2025 гг. — заместитель председателя Общественного Совета. В 2016—2018 гг. руководитель рабочей группы по единоборствам неолимпийских видов спорта, с 2019 года — заместитель председателя комиссии по спорту высших достижений и подготовке спортивного резерва[9], в 2019—2021 член комиссии по межсекторному, инвестиционному и региональному развитию в сфере физической культуры и спорта[10], в 2020—2021 г. также заместитель председателя рабочей группы Общественного совета по взаимодействию с общественными советами при региональных органах исполнительной власти в области физической культуры и спорта.
- С 2016 года — член ряда комиссий Минспорта, в частности, с 2017 — аттестационной комиссии, с 2020 комиссии по присвоению почётных спортивных званий и др.
- С 1991 по 1998 — исполнительный директор, а с 1998 по настоящее время Президент[13] Спортивного клуба «Бусидо».
- С 1995 по 1998 — исполнительный директор Московской Федерации Кёкусинкай.
- С 1995 по 2009 — член президиума Московской Федерации Кёкусинкай.
- С 2005 по 2009 — исполнительный директор Федерации Кёкусинкай России.
- С 2005 по 2009 — полномочный представитель Федерации Кёкусинкай России в Центральном Федеральном округе.
- С 2004 по 2009 — член президиума Федерации Кёкусинкай России.
- С 2011 по 2013 — помощник Исполнительного директора, а с 2013 по 2020 — ответственный секретарь Федерации Кёкушин каратэ России. С 2016 по 2020 — член Президиума Федерации.
- С 2006 по 2009 и с 2011 по 2020 — член Исполкома Ассоциации Киокусинкай России, с 2012 — председатель Всероссийской коллеги судей по виду спорта «киокусинкай».
- С 2008 по 2013 год — член Попечительского Совета Федерации комплексного единоборства России.
- С 2009 года по настоящее время — член Президиума Федерации полноконтактного рукопашного боя.[18]
- Соучредитель, с 2012 года — национальный представитель в России, и с 2012 года по 2017 год и с 2021 года — генеральный секретарь Всемирной некоммерческой организации World Independent Budokai.[25]
- С 2001 года ежегодно организовывает детско-юношеский турнир «Юный мастер» по спортивным единоборствам (с 2003 года — межрегиональный, с 2008 года — всероссийский, с 2016 года — международный, с 2018 года под эгидой ДОСААФ России на Кубок ДОСААФ России[26]).

### Организатор профессиональной спортивной работы
С 2009 года участвует в организации профессиональных шоу и мероприятий в области единоборств. 
Соучредитель Профессиональной бойцовской лиги PFL (2009), Международного бойцовского Альянса «Бусидо Про» (2010), Промоутерского центра «Звезда» (2010).

### Награды за деятельность в области физической культуры и спорта
Ветеран труда. За высокие достижения в области организации спортивной работы отмечен:
- Министерства спорта:
  - Высшая ведомственная награда — Почётный знак «За заслуги в развитии физической культуры и спорта»
  - Медаль Николая Озерова за пропаганду физической культуры и спорта[28]
  - Звание «Отличник физической культуры и спорта»
  - Почётная грамота[29] и Благодарность Министра[30].
  - Заслуженный тренер России
  - Почетный спортивный судья России
  - Медаль, посвященная 100-летию образования государственного органа управления в сфере физической культуры и спорта
  - Благодарственное письмо Федерального центра подготовки спортивного резерва Минспорта России
- Москвы и субъектов России:
  - Звание «Почётный работник физкультуры, спорта и туризма города Москвы»[31]
  - Знак отличия «За безупречную службу городу Москве XX лет»[32]
  - Дважды Премия Мэра Москвы — как руководитель лучшего детско-юношеского клуба по месту жительства (2009), как лучший детский тренер (2014),[33]
  - Благодарственное письмо Мэра Москвы
  - Трижды Почетная грамота Москомспорта
  - Благодарность Мосгордумы
  - Почетная грамота Префекта Восточного административного округа
  - Благодарственное письмо Управления физической культуры и спорта ВАО г. Москвы
  - Благодарственное письмо Управы «Восточное Измайлово»
  - Трижды Благодарственное письмо и Почетная грамота Московского дома общественных объединений
  - Благодарственное письмо Министра физической культуры и спорта республики Коми [34]
  - Дважды Благодарность Управления физкультуры и спорта г. Воркуты
  - Благодарственное письмо и Почетная грамота администрации г. Воркуты
  - Грамота Общественного совета при администрации г. Воркута
- Трижды Благодарности комитетов Государственной Думы ФС РФ
- ДОСААФ России:
  - Полный кавалер Ордена «За заслуги» I, II и III степени
  - Почетный знак ДОСААФ России[35]
  - Медаль «Первый трижды герой Советского Союза А. И. Покрышкин»
  - Медаль «95 лет ДОСААФ России»[36], медаль «90 лет ДОСААФ России»
  - Грамота ДОСААФ России, Благодарность Председателя ДОСААФ России, Грамота Московского регионального отделения ДОСААФ России
- Ассоциации киокусинкай России:
  - Звание «Почетный член Ассоциации Киокусинкай России»
  - Профессиональная премия «Суперкаратэ» по Киокусинкай «Человек года»[20]
  - Четырежды Благодарственные письма Ассоциации
- Российского союза боевых искусств
  - Заслуженный наставник боевых искусств
  - Почетный судья боевых искусств
  - Благодарственное письмо
- Физкультурно-спортивных организаций, Федераций, обществ, в том числе:
  - Благодарность Центрального спортивного клуба МЧС России
  - Медаль «70 лет пожарно-прикладному спорту России»
  - Медали «20 лет Международной федерации полноконтактного рукопашного боя», «10 лет Международной федерации полноконтактного рукопашного боя»
  - Грамоты и благодарности общероссийских и международных физкультурно-спортивных организаций: Федерации кекусинкай России (неоднократно), Федерации кекушин каратэ России, Союза киокушин каратэ России, Федерации киокусин России, Федерации всестилевого каратэ России, Федерации комплексного единоборства, Международной федерации рукопашного боя, Международной федерации полноконтактного рукопашного боя, Всероссийской федерации служебного единоборства и др.
  - Дипломы, грамоты, благодарности региональных организаций более 20 регионов России.
- Военно-патриотических и ветеранских организаций:
  - Медали и почетные знаки: Российского союза ветеранов, Организации ветеранов войны и военной службы, Ассоциации ветеранов военной службы, организации «Офицеры России», Международной организации «Ассоциация витязей», КПРФ.
  - Дипломы, грамоты, благодарности различных военно-патриотических организаций.

## Научная деятельность

### В области физической культуры и спорта
Кандидат педагогических наук. Ученую степень защитил 25.12.2019 в Национальном государственном университете физической культуры, спорта и здоровья имени П. Ф. Лесгафта, Санкт-Петербург. В период 2015—2018 года — соискатель ученой степени «Кандидат педагогических наук» в НИИ Спорта и спортивной медицины Российского государственного Университета физической культуры, спорта, молодежи и туризма (РГУФКСМиТ ГЦОЛИФК).

Автор монографий «Маневрирование в киокусинкай» (2020) , «Система многолетней подготовки в киокусинкай. Спорт и традиции» (2023) , соавтор монографии "Система отбора и дальнейшего сопровождения спортивно одаренных детей в Российской Федерации" , методического пособия "Современные подходы к общей физической подготовке студентов волейболистов" (2022). Автор более 60 научных работ в области физической культуры и спорта, которые публиковались в различных журналах, в частности, в журналах ВАК: «Ученые записки университета им. П.Лесгафта», «Наука и спорт: современные тенденции», «Экстремальная деятельность человека», «Вестник спортивной науки», «Физическая культура. Спорт. туризм. Двигательная рекреация», «Физическое воспитание и спортивная тренировка», «Теория и практика физической культуры», «Спорт: экономика, право, управление», «Спортивно-педагогическое образование» и др. 

Участник всероссийских научно-практических конференций с международным участием, в частности, «Боевые искусства и спортивные единоборства: наука, практика, воспитание» РГУФКСМиТ, НГУ им. П.Ф.Лесгафта, Центра инновационных спортивных технологий и подготовки сборных команд Москомспорта, Волгоградской государственной академии физической культуры, Московской государственной академии физической культуры, Поволжского государственного университета физической культуры, спорта и туризма и др. 

Профессор Московского государственного университета спорта и туризма. Главный аналитик Института научных исследований, цифровых и аналитических технологий НГУ им.П.Ф.Лестафта (2022-2024). Аналитик Центра спортивной подготовки сборных команд России.

### В области энергетики и промышленности
С 1995 года по 2013 год работал в Государственном научном центре «Научно-исследовательский институт технологии машиностроения» (ЦНИИТМАШ) в должности от инженера до старшего научного сотрудника и и. о. заведующего Лабораторией экспертизы и сертификации неразрушающего контроля. Награждён Почетным знаком «75-лет ЦНИИТМАШ», Почетной грамотой в связи с 80-летием ЦНИИТМАШ, Почетным званием «Ветеран ЦНИИТМАШ».
Специалист 3-го (высшего) уровня по неразрушающему контролю. Эксперт системы промышленной безопасности (с 2002 г).
Соавтор нормативно-технических документов и методик в области неразрушающего контроля материалов и технологического оборудования промышленности (в частности, основополагающего документа ультразвукового контроля в тепловой энергетике РД 34.17.302-97 (ОП501ЦД-97)

## Творческая деятельность

### Журналистика
Член Союза журналистов России.

Свою работу в журналистике начал в 1993 году как автор общественной газеты «Каратэ Кёкусинкай в России». Публиковался во многих периодических изданиях («Московский спорт», «Спорт для всех», «Спортивный поединок», «Додзе», «Черный пояс», «Каратэ Кёкусинкай в России», «Наш кикбокс», «Спасатель» (МЧС России), «Союзное вече» (орган Союза Россия-Белоруссия), газете «Интеллект и творчество».)

С 1999 года по 2009 год — главный редактор официального Интернет-сайта Московской Федерации Кёкусинкай kyokushinkai.ru. 

С 2009 года — главный редактор независимого сайта о боевых искусствах «Бусидо — Путь воина» bushido.ru.

В 2007—2011 г.г. Член редакционной коллегии энциклопедического издания «Боевые искусства в России в лицах» 

В 2021—2022 г.г. Член редакционной коллегии энциклопедического издания Минспорта России «Энциклопедия отечественного спорта: Российская империя, СССР, Российская Федерация».

С 2023 г. член редакционного совета периодического иллюстрированного альманаха о единоборствах «Будо Глобал». 

В области журналистики награждён:
- специальной наградой профессиональной премии «Суперкаратэ» «За продвижение Кёкусинкай в СМИ» (2007)[44]
- общественным орденом «За профессионализм» Российского фонда «Общественная награда» (2007)
- медалью Николая Озерова Министерства спорта за пропаганду физической культуры и спорта (2018)[28]

### Телевидение
С телевидением стал сотрудничать с 1995 года как комментатор канала «МТК». В период с 1999 года стал приглашаться для комментирования спортивных программ по единоборствам на телеканал «НТВ-Плюс», с 2006 — на телеканал «Боец», с 2012 — на телеканалы ВГТРК «Россия-2» и «Бойцовский клуб»

C 2006 по 2009 год — сотрудник телеканала боевых искусств «Боец». В этот период был занят там как комментатор, автор и ведущий программ, сценарист. С 2007 по 2008 год являлся главным редактором телеканала «Боец».

Автор сценариев документальных фильмов и телевизионных программ для различных продюсерских центров.

### Писательская деятельность
Член Союза писателей России. Отмечен дипломом и медалью И.А.Бунина «За верность отечественной литературе» Московского городской организации СПР, памятной медалью МГО СПР, медалью «70 лет МГО СПР».
Автор авантюрно-приключенческого романа «Свинг», вышедшем в нескольких издательствах. Роман стал лауреатом премии V Конвента «Проксима Центавра» 2023 года в номинации «Лучший мужской образ» , лауреатом Германского международного литературного конкурса 2024 года «Лучшая книга года» в номинации «Крупная проза» .
Автор, соавтор ряда книг по истории. В частности:
- «Русский Север», серия «Россия: места, события, судьбы», том 4,[51]
- «Западный щит России», серия «Россия: места, события, судьбы», том 3,[52]
- «Меж двух столиц. Москва – Санкт-Петербург: места и судьбы», серия «Россия: места, события, судьбы», том 2,[53]
- «Неподражаемой России незаменимая земля. Очерки о Москве и Московии», серия "Россия: места, события, судьбы", том 1,[54] (Первое издание: «Неподражаемой России незаменимая земля. Очерки о Москве и Московии» [55])

Серия «Россия: места, события, судьбы» в 2023 году отмечена премией им. А.Дельвига "За верность Слову и Отечеству" ("Литературная газета", 2023 - лауреат 1 степени "Золотой Дельвиг")
- «Русь настоящая. Исторические опыты путешественника»,[57]

Книга в 2016 году отмечена медалью «Николай Васильевич Гоголь» Международного сообщества писательских союзов.
- «Украина: исторические мифы и карты» [59]
- «Описывать бесцельно: Мифы. История. Хроника»,[60]
- «Исторический календарь школьника»,[61]

а также эссе, статей и материалов в исторических сборниках.
Автор сборников стихотворений:
- «Русь Исконная» (2025) [64].
- «Игра в 21» (2022) [65].

Книга получила в целом положительную критику. 
Мы едва ли, впадём в преувеличение, если возьмём на себя смелость утверждать, что Константин Белый выделяется на фоне современных поэтов, «хороших и разных», своей безусловной поэтической смелостью, оригинальностью формы, в которой, как справедливо указывается в предисловии, приёмы традиционного классического стихосложения, классических стихотворных размеров, строфики и ритмики сочетаются с упорными поисками своего собственного слова и стиля..
- «Вешалка» (2021) [67]. Сборник отмечен премией им А.Блока как лучшая книга 2021 года Московского городского отделения СПР [68];

Он необыкновенно тонкий поэт, бережно и умело расходующий слова при создании своих вербальных картин, безукоризненно точно рассчитывающий силу воздействия слова на читателя..
- «Сестра таланта» (2020, сборник коротких поэтических форм) [70]. Сборник отмечен премией им. Д.Хармса Московского городского отделения СПР в номинации «Сатира и юмор. Улыбка XXI века».[68]

Публиковался во многих поэтических и прозаических сборниках различных творческих объединений и издательств, в газетах и журналах (МГО СПР, «Литцентр», ЛИТО «Синий Мост», «Поэзия Тольятти», сборниках издательства «Перископ-Волга», альманахах «Эпифания», «Московский вестник», «Новый российский писатель», «ПолыньЯ», «Отражения» , газетах «Московский литератор», «Литературная газета», «Заполярье», «Наш Зеленодольск» и др.)
Лауреат и дипломант различных творческих конкурсов и премий: 
- поэтических конкурсов под эгидой и при поддержке Союза писателей России (СПР), в частности:
  - Санкт-Петербургского отделения СПР (конкурс им. И.Григорьева (2021 - лауреат [71], 2025 и 2022 - дипломант [72]), конкурс «Ой, зелёная трава, что шумела мало…» им. Глеба Горбовского (2024 - дипломант[73]))
  - Ленинградского областного отделения СПР (конкурс в поддержку Донбасса «И мы сохраним тебя, русская речь…» (2020 - спецприз [74]), всероссийский Фестиваль «Мгинские Мосты» (2022 - финалист [75]), конкурс «Холодный ручей» (2022 - победа в спецноминации «Традиции русской поэзии» [76]))
  - Московской городской организации СПР (конкурс «Покой нам только снится» им. Александра Блока (2020 - лауреат[77]), конкурс «Преодоление» (2020 - дипломант[77]))
  - Московского областного отделения СПР (конкурс-фестиваль «Литературные Старки» (2024 - финалист)[78], конкурс «Голос Левитана» (2024 - дипломант), премия «Тихая моя Родина» им. Николая Рубцова (2024 - дипломант), Международный конкурс «Москва златоглавая» (2023 - лауреат, 3 место) [79]), конкурс «Снежная строка» (2023 - дипломант))
  - Балтийской писательской организации (Калининградское областное отделение) СПР (конкурс «Ты сердца не жалей, поэт!» (2023 - лауреат, 3 место [80]), Всероссийский конкурс им. Всеволода Остена (2025, 2024, 2023 - дипломант [81][82][83]), конкурса маринистики имени Константина Бадигина (2024 - лауреат, 3 место [84]) )
  - Союз писателей Республики Татарстан (Международный конкурс «Лебеди над Челнами» (2023 - лауреат, 2 место [85]))
  - Смоленской областной организации СПР (международный конкурс «Связь поколений» им. М.В.Исаковского (2023 - дипломант[86] ))
  - Союза писателей ЛНР (международный фестиваль поэзии и авторской песни «Муза Новороссии» (2023 - 2 место))
  - Ростовского регионального отделения СПР (литературный конкурс «Степные всполохи-10», посвящённый 225-летию со дня рождения А.С. Пушкина (2024 - лауреат 2 степени в номинации «Крупные поэтические формы», Поощрительная грамота в номинации «Малые формы» [87]))
  - Литературно-музыкального объединения «Сиреневый Салон» Карачаево-Черкесского республиканского отделения СПР (международный конкурс «Горы, что вы сделали со мною!» (2024 - 1 место [88])
- поэтических конкурсов различных литературных, творческих и иных организаций, в частности:
  - Музея-заповедника А.С.Пушкина «Михайловское» (конкурс «Петровские литературные верфи» (2022 - победитель, 1 место [89]))
  - Всероссийского общественного движения «Бессмертный полк России» (Всероссийский конкурс «Пробуждая сердца" им. В.С. Ланового (2023 - победитель московского регионального этапа [90])
  - МВД России (литературный конкурс «Доброе слово» (2023 - лауреат[91]))
  - Всероссийской премии «Мы верим твердо в героев спорта» (2024 - лауреат [92])
  - Всероссийского литературного конкурса «Герои Великой победы» (2024 - победитель [93])
  - Международного художественно-поэтического конкурса «Поэзия ангелов мира» арт-проекта "Ангелы мира" (2024 - 1 место, 2023 - финалист, 2022 - 3 место) [94]
  - Международного литературного конкурса «Браславская обитель», респ. Беларусь (2024 - дипломант[95] )
  - Управления культуры г.Березники Пермского края (Фестиваль-конкурс литературного творчества «Решетовские встречи» (2023 - лауреат 1 степени [96]))
  - Отдела по культуре Казанской епархии РПЦ (конкурс православной поэзии «Мысли о главном» (2025 и 2024 - 1 место)
  - Сообщества «Поэзия Тольятти», г.Тольятти (всероссийская премия им. Александра Маздорфа (2025 и 2024 - лауреат [97], всероссийские конкурсы «От детства к детству» (2025 - дипломант); «VOZрождение Родины» (2023 - дипломант); «Сезон дождей» (2023 - дипломант); «От фонаря» (2022 - лауреат))
  - Международного литературно-художественного конкурса «ПРОгород: раскрученная серия» (Брянск, 2023 - лауреат 3 степени)
  - Фестиваля поэтов и музыкантов «Берещенье», г.Тула (конкурс «Тульская легенда – Тула будущего» (2023 - 2 место))
  - Международной литературной ассоциации "Творческая трибуна" (Международный литературный конкурс им. Уолта Уитмена, 2025 - лауреат 3 степени)[98]
  - Литературного объединения «Синий мост» Союза литераторов «Перо и слово», г.Санкт-Петербург (одно первое место, пять вторых, два третьих, три лауреатства, 2023-2025 гг.)
  - ЛТО «Лира» Самарской РОО «Труженики тыла и ветераны труда», г. Самара (всероссийский конкурс «Поэтическая радуга» (2025, 2024, 2023 - лауреат)
- конкурсов поэтических переводов:
  - всероссийского онлайн-конкурса «Лира» (Томский государственный университет, 2025 - 1 место[99], немецкий; 2024 - 1 место, немецкий; 2023 - 1 место, немецкий [100]; 2022 - 1 место, немецкий; 3 место, английский [101])
  - конкурса им. Э.Линецкой (Институт русской литературы РАН, 2021 - 2 место, немецкий [102]; 2022 - 2 место, немецкий; 2022 - лауреат, английский [103]; 2023 - 3 место, немецкий[104])
  - конкурса им. М.Яснова (ТО ДАР, 2021 - дипломант)
  - международного конкурса «Читаем. Пониманием. Переводим Р.М.Рильке» (Австрийский культурный форум, 2021 - 3 место, немецкий [105]; 2022 - 2 место, немецкий [106]; 2023 - финалист[107])
  - конкурса литературных переводов МГО СПР и Союз писателей-переводчиков (2019 - 1 место, английский [108] )
  - конкурса Союза литераторов «Перо и слово» (сообщество «Синий мост»), г.Санкт-Петербург (2024 - лауреат, английский)
- публицистических конкурсов и премий, в частности, - конкурса им. В. С. Высоцкого «Живу я в лучшем из миров» (МГО СПР, 2017 - 3  место) [109], конкурса к юбилею А.А.Ахматовой «Наше священное ремесло» (МГО СПР, 2019 - 2 место) [110], конкурса "Ты сердца не жалей, поэт!" (Калининградское РО СПР, 2023 - победитель, 1 место [80]), премии им. А.Дельвига "За верность Слову и Отечеству" ("Литературная газета", 2023 - лауреат 1 степени "Золотой Дельвиг"[56], 2022 - дипломант, 2-3 место[111]), Всероссийского конкурса им. Всеволода Остена (Калининградское РО СПР, 2023 - дипломант[81]), международного конкурса «Связь поколений» им. М.В.Исаковского (Смоленская областная организация СПР, 2023 - лауреат[86]), Межрегионального конкурса маринистики имени Константина Бадигина (Калининградское РО СПР, 2024 - лауреат, 2 место [84]).
- поэтических, прозаических и публицистических конкурсов Московского городского отделения СПР (2017[109], 2018 [112], 2019 [110], 2020 [77], 2021 [68]).